# 中国青年作家报
《中国青年作家报》，是一家由共青团中央主管、中国青年报社主办的文学类周报，2018年12月25日创刊于北京，每期16版，以“点燃青年创作激情、提高青年文学素养，坚定青年文化自信”为宗旨。